# Mariegola di Collio

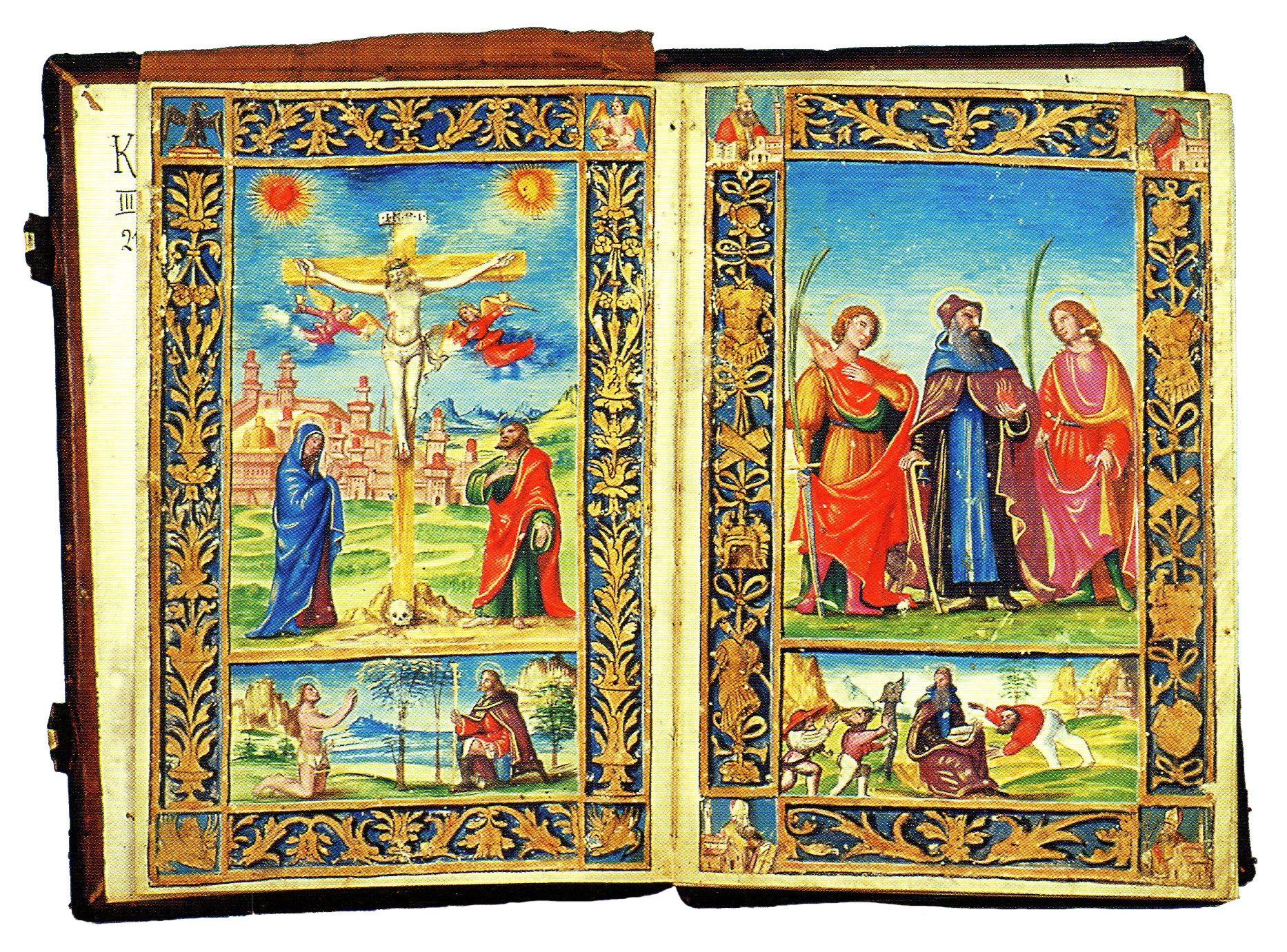
Le miniature ai fogli 1v e 2r, attribuite all'ambito di Floriano Ferramola.

La mariegola di Collio è un codice miniato realizzato nel 1523 con testi e miniature di varie epoche, conservato nel Museo diocesano di Brescia.
Nato per contenere lo statuto della Confraternita dei santi Antonio Abate, Faustino e Giovita attiva a Collio, spicca particolarmente per le miniature delle prime due pagine, realizzate da un artista nell'ambito di Floriano Ferramola.

## Storia
Il codice è datato 25 marzo 1523 e viene eseguito su commissione della Confraternita dei santi Antonio Abate, Faustino e Giovita attiva nella chiesa di Sant'Antonio Abate a Memmo, frazione di Collio.
Il codice, propriamente una mariegola, cioè un testo contenente lo statuto della confraternita, assolve alla sua funzione per tutti i secoli successivi fino alla prima metà del Novecento, quando cessa di essere utilizzato e viene trasferito nella Biblioteca Queriniana di Brescia, dove rimane fino agli anni '70.
Dalla fine del secolo si trova esposto presso il Museo diocesano cittadino, nella sezione riservata ai codici miniati.

## Descrizione
Si tratta di un manoscritto membranaceo di pergamena di media qualità, misurante 28,4×19,6 cm, suddiviso in questo modo:
- Fogli 1r-8r: miniature e testo dal 25 marzo 1523. Vi è redatto l'originale statuto della confraternita;
- Fogli 8v-50v: testi di varie epoche dall'11 marzo 1580 al 1949, con molti fogli bianchi. Vi si trovano altri documenti manoscritti relativi alla vita devozionale della comunità.

Ogni foglio è suddiviso in 32 linee e presenta una numerazione tarda nell'angolo superiore destro. I fogli più antichi sono redatti in scrittura gotica libraria italiana, con presenza di varie mani, mentre i successivi sono in scrittura corsiva umanistica. L'inchiostro utilizzato è sempre il nero, ma i titoli e le rubriche sono in rosso.
Il codice presenta due grandi miniature nelle prime pagine, ognuna suddivisa in due riquadri, uno maggiore al centro e uno minore alla base, contornati da una spessa cornice decorata a candelabre con altri ornamenti ai quattro angoli: il foglio 1v è decorato da una Crocifissione al centro e da una Orazione dei santi Sebastiano e Cristoforo in basso, mentre ai quattro angoli vi sono i simboli degli Evangelisti, mentre il foglio 2r presenta i Santi Antonio Abate, Faustino e Giovita al centro, le Tentazioni di sant'Antonio in basso e i Padri della chiesa agli angoli. Il resto dell'ornamentazione del codice, invece, riguarda principalmente iniziali e capilettera.
La legatura è originale cinquecentesca, in legno ricoperto di pelle, con motivi romboidali e floreali impressi a secco. La carta di guardia presenta la vecchia segnatura "K*.III.21.w", apposta durante la permanenza del codice nella Biblioteca Queriniana.

## Stile
Gaetano Panazza, in due successivi studi del 1964 e del 1979, affronta per primo l'analisi tecnica e artistica delle miniature del volume: lo studioso vede, nella prima iniziale A miniata, la vicinanza decorativa, definita da "un gusto quasi ancora romanico, ad alcuni corali di San Giuseppe in Brescia", in riferimento ai codici miniati del monastero di San Giuseppe, oggi anch'essi al Museo diocesano.
Il parere è stato accolto dalla critica successiva, che trova affinità tra la cromia oro-vermiglio dell'iniziale miniata, abbinata all'uso minuzioso degli inchiostri rosso e azzurro, e alcuni esempi di ornamentazione di manoscritti coevi di ambito locale, in particolare alcuni codici di San Giuseppe databili tra la fine del XV e l'inizio del XVI secolo.
A proposito delle due grandi miniature, il Panazza sottolinea gli elementi decorativi e figurativi ricollegabili a esperienze coeve della pittura monumentale bresciana del periodo, soprattutto all'ambito di Floriano Ferramola, ma con influssi anche del linguaggio del Romanino e di quello nordico. Il Panazza cita, come esempi più vicini alle candelabre della cornice, quelle utilizzate dal Ferramola negli affreschi dell'aula superiore della chiesa di Santa Maria in Solario, mentre i profili caricaturali delle Tentazioni di sant'Antonio ricordano quelli dei soldati nella Visione di san Paolo nella stessa chiesa.
Evidenti affinità cromatiche e compositive sono inoltre riscontrabili tra la Crocifissione miniata e i vari affreschi di stesso soggetto del Ferramola, in particolare quello sulla parete di fondo della cappella della Vergine nella chiesa di San Salvatore a Brescia. L'attribuzione proprio al Ferramola delle miniature, però, è da escludere.
La mariegola, quindi, si presenta come un'importante testimonianza delle profonde interazioni tra pittura e miniatura locali tra il XV e il XVI secolo, nonché uno dei più pregevoli esempi della produzione decorativa bresciana nel campo della miniatura ormai tarda.